# Acid biliar

Structura acidului colic, un acid biliar primar

Acizii biliari sunt compuși steroidici care se regăsesc în compoziția bilei, atât la mamifere, cât și la alte vertebrate. Biosinteza diverselor tipuri de acizi biliari are loc la nivel hepatic. Acizii biliari pot fi conjugați cu taurina sau glicina în ficat, iar sărurile de sodiu sau de potasiu ale acestor acizi biliari conjugați se numesc săruri biliare.

## Clasificare
Acizii biliari pot fi primari (sintetizați în ficat, precum: acid chenodezoxicolic și acid colic) sau secundari (formați la nivel intestinal, sub acțiunea florei intestinale: acid dezoxicolic, acid ursodezoxicolic și acid litocolic).